# Józef Głębocki

Herb Doliwa

Józef Głębocki herbu Doliwa (ur. 1700, zm. 1780) – kasztelan kruszwicki.
Syn Jana Chryzostoma (zm. 1754), kasztelana kruszwickiego i sędziego ziemskiego brzeskiego i Ewy Mniewskiej.
Brat Wojciecha, podczaszego kruszwickiego.
Poślubił Mariannę Kałowską, z której urodziło się dwóch synów: Jan Kanty i Antoni, konfederat barski i pułkownik wojsk koronnych.
Jako deputat i poseł na sejm elekcyjny z województwa brzeskokujawskiego podpisał pacta conventa Stanisława Leszczyńskiego w 1733 roku. Pełnił obowiązki stolnika kruszwickiego w 1737. Od 1764 rotmistrz chorągwi pancernej. W latach 1754–1779 sprawował urząd kasztelana kruszwickiego.
Poseł na sejm 1733 i 1752 roku, konsyliarz konfederacji radomskiej w latach 1767–1768.